# Жетписов, Коныс Сатыбалдиевич
Коныс Сатыбалдиевич Жетписов — казахстанский самбист, обладатель розыгрыша Кубка мира 2002 года, чемпион (2001) и серебряный призёр (1998, 1999) чемпионатов мира по самбо. Выступал в легчайшей весовой категории (до 52 кг).
Работал директором областной школы олимпийского резерва Западно-Казахстанской области и директором центра подготовки олимпийского резерва. В 2009 году был назначен руководителем Управления туризма, физической культуры и спорта Западно-Казахстанской области.
В 2014 году был приговорён к 8 годам заключения в колонии строгого режима с конфискацией имущества за хищение бюджетных средств в составе группы лиц.